# Meyrargues
Pour les articles homonymes, voir Meyrargues (homonymie).
Meyrargues est une commune française, située dans le département des Bouches-du-Rhône en région Provence-Alpes-Côte d'Azur. Elle fait partie de la métropole d'Aix-Marseille-Provence (AMP) depuis le 1er janvier 2016.
Ses habitants sont appelés les Meyrarguais.

## Géographie

### Situation
Meyrargues, entourée par les communes de Venelles, Le Puy-Sainte-Réparade, Pertuis, Peyrolles-en-Provence, Vauvenargues et Saint-Marc-Jaumegarde s'étend sur 41,7 km2. À 247 mètres d'altitude, la commune de Meyrargues est traversée par la Durance. Enfin, Meyrargues est à 7 km du parc naturel régional du Luberon.
|                        | Pertuis (Vaucluse)    |                       |
| Le Puy-Sainte-Réparade | Meyrargues            | Peyrolles-en-Provence |
| Venelles               | Saint-Marc-Jaumegarde | Vauvenargues          |

### Géologie et relief, hydrographie
Le territoire géomorphologiques de la commune de Meyrargues est constitué par trois ensembles :
- au nord, la vallée de la Basse-Durance est une plaine alluviale située à une altitude d’environ 200 m,
- à l’ouest de Meyrargues un ensemble de collines d’âge oligocène culmine vers 350 m d’altitude,
- au sud et à l’est se dressent les reliefs calcaires (Jurassique et Crétacé) formant le versant sud-ouest du massif du Concors. C'est là que se situe la colline de la Caranque, premier relief proche de l'agglomération, ainsi que le point culminant, à 554 m au Terme de Judas, à l'extrémité orientale des limites communales.

Le territoire de la commune est traversé du sud au nord par une rivière temporaire appelée le Grand Vallat, un affluent de la Durance.

### Voies de communication et transports

#### Réseau routier
L'autoroute A51 traverse l’Ouest et le Nord de la commune, avec deux points singuliers : un péage pleine voie et une aire de service. Les sorties  14 Meyrargues (demi-échangeur de et vers le sud) et  15 Pertuis desservent la commune.
Plusieurs routes départementales traversent la commune :
- D 96 vers Venelles et Peyrolles ;
- D 15 en direction de Peyrolles, qui a été aménagée entre 2008 et 2010 pour recevoir les convois routiers à très grand gabarit du projet ITER (itinéraire Berre - Cadarache)[2] ;
- D 561 en direction du Puy-Sainte-Réparade ;
- D 556 en direction de Pertuis. La rive gauche du pont de Pertuis est située sur le territoire de Meyrargues.

#### Réseau ferroviaire
La commune a la particularité de posséder trois gares ferroviaires, gérées par trois compagnies différentes.
La plus ancienne est la gare SNCF (initialement PLM) et reste la seule encore en activité. Elle est desservie par les trains TER PACA des lignes commerciales SNCF FH12 Marseille - Aix-en-Provence - Pertuis et FH13 Marseille - Gap - Briançon d'une part (5 liaisons quotidiennes) et Pertuis d'autre part (7 liaisons quotidiennes en semaine). La liaison vers Pertuis est interrompue depuis le 10 décembre 2017 pour une durée prévisionnelle de 4 ans.
Elle fut le terminus de la ligne Central-Var, gérée par la Société des Chemins de fer de Provence. Aujourd'hui disparue, elle reliait à Nice via Draguignan. Le bâtiment de cette ancienne gare subsiste toujours.
Elle fut également le terminus de la ligne d'Eyguières à Meyrargues, disparue elle aussi et gérée par la Compagnie des chemins de fer régionaux des Bouches-du-Rhône. Le bâtiment est toujours intact.

#### Transports en commun
La commune est desservie par les lignes 120, 150 et 152 du réseau Pays d'Aix mobilité qui permettent de rejoindre notamment Aix-en-Provence et Pertuis (Vaucluse).
Elle est également desservie par la ligne 107 Transvaucluse qui permet de rejoindre Pertuis et le Pays d'Aigues ainsi que par la ligne express régionale (LER) 27 de Marseille à Castellane.
Un projet, associant le département des Bouches-du-Rhône, la Région Sud, SNCF et la métropole d'Aix-Marseille-Provence, tendant à créer un pôle multimodal majeur par la modernisation du site actuel de la gare est en cours.

### Climat
Pour des articles plus généraux, voir Climat de Provence-Alpes-Côte d'Azur et Climat des Bouches-du-Rhône.
En 2010, le climat de la commune est de type climat méditerranéen franc, selon une étude du Centre national de la recherche scientifique s'appuyant sur une série de données couvrant la période 1971-2000. En 2020, Météo-France publie une typologie des climats de la France métropolitaine dans laquelle la commune est exposée à un climat méditerranéen et est dans la région climatique  Provence, Languedoc-Roussillon, caractérisée par une pluviométrie faible en été, un très bon ensoleillement (2 600 h/an), un été chaud (21,5 °C), un air très sec en été, sec en toutes saisons, des vents forts (fréquence de 40 à 50 % de vents > 5 m/s) et peu de brouillards. 
Pour la période 1971-2000, la température annuelle moyenne est de 13,3 °C, avec une amplitude thermique annuelle de 16,6 °C. Le cumul annuel moyen de précipitations est de 696 mm, avec 5,6 jours de précipitations en janvier et 2,3 jours en juillet. Pour la période 1991-2020, la température moyenne annuelle observée sur la station météorologique de Météo-France la plus proche, « Peyrolles en Provence », sur la commune de Peyrolles-en-Provence à 5 km à vol d'oiseau, est de 14,1 °C et le cumul annuel moyen de précipitations est de 595,4 mm. 
La température maximale relevée sur cette station est de 44,4 °C, atteinte le 28 juin 2019 ; la température minimale est de −14,1 °C, atteinte le 12 février 2012,,. 
Les paramètres climatiques de la commune ont été estimés pour le milieu du siècle (2041-2070) selon différents scénarios d'émission de gaz à effet de serre à partir des nouvelles projections climatiques de référence DRIAS-2020. Ils sont consultables sur un site dédié publié par Météo-France en novembre 2022.

## Urbanisme

### Typologie
Au 1er janvier 2024, Meyrargues est catégorisée bourg rural, selon la nouvelle grille communale de densité à 7 niveaux définie par l'Insee en 2022.
Elle appartient à l'unité urbaine de Meyrargues, une unité urbaine monocommunale constituant une ville isolée,. Par ailleurs la commune fait partie de l'aire d'attraction de Marseille - Aix-en-Provence, dont elle est une commune de la couronne,. Cette aire, qui regroupe 115 communes, est catégorisée dans les aires de 700 000 habitants ou plus (hors Paris),.

### Occupation des sols
L'occupation des sols de la commune, telle qu'elle ressort de la base de données européenne d’occupation biophysique des sols Corine Land Cover (CLC), est marquée par l'importance des forêts et milieux semi-naturels (57,6 % en 2018), en augmentation par rapport à 1990 (56,7 %). La répartition détaillée en 2018 est la suivante : 
forêts (53,8 %), terres arables (21,4 %), zones agricoles hétérogènes (8,5 %), zones urbanisées (5,9 %), milieux à végétation arbustive et/ou herbacée (3,4 %), zones industrielles ou commerciales et réseaux de communication (2,9 %), cultures permanentes (1,5 %), prairies (1,2 %), espaces verts artificialisés, non agricoles (0,9 %), espaces ouverts, sans ou avec peu de végétation (0,4 %). L'évolution de l’occupation des sols de la commune et de ses infrastructures peut être observée sur les différentes représentations cartographiques du territoire : la carte de Cassini (XVIIIe siècle), la carte d'état-major (1820-1866) et les cartes ou photos aériennes de l'IGN pour la période actuelle (1950 à aujourd'hui).

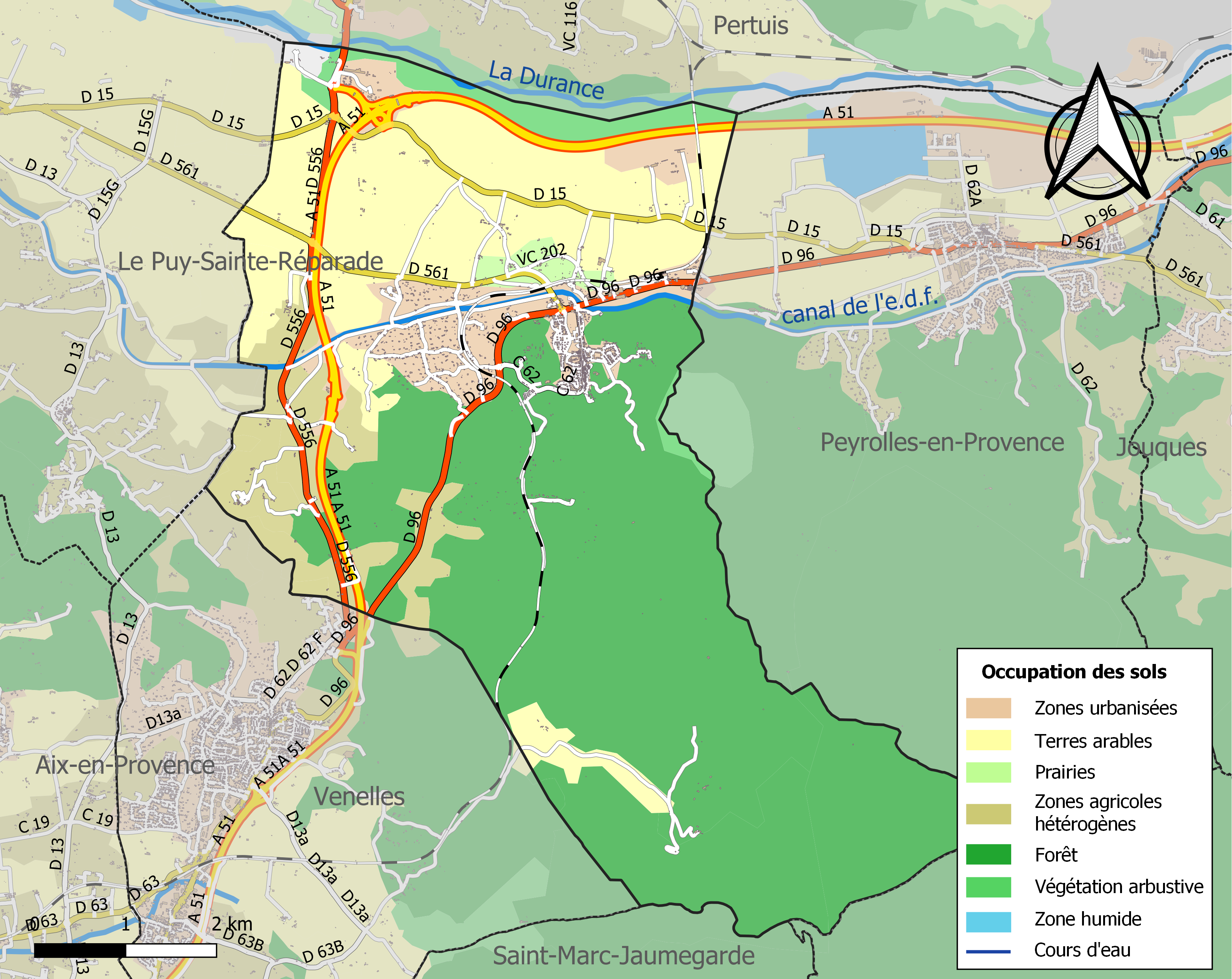
Carte des infrastructures et de l'occupation des sols de la commune en 2018 (CLC).

## Toponymie
Au Xe siècle, le lieu se serait nommé Mairaniga, puis Meyranigae puis Castrum de Meyran aux XIVe siècle et XVe siècle. Sur la carte de Cassini (XVIIIe siècle), le lieu est mentionné sous le nom de « Merargues ». Le suffixe —argues viendrait du latin —anicum, signifiant petit domaine (champs). En tout état de cause ce suffixe est typique des toponymes du sud de la France, et se retrouve sur la commune voisine de Vauvenargues. La racine serait tirée du nom du propriétaire primitif gallo-romain du lieu, pouvant être Mairan, Mayran ou Marius.
Une autre explication est avancée par plusieurs auteurs,. Selon la légende, Caius Marius aurait établi à Meyrargues un campement en vue de protéger les convois de ravitaillement venant de Pertuis, où se trouvaient les magasins de blé. Une ancienne chaussée reliait Meyrargues au bac de Pertuis. L'étymologie pourrait alors être Marii Agger, chaussée de Marius. La terminaison —argues serait lié à l'existence d'une route.
En Provencal, la commune est désignée par Meirarguo.

### Microtoponymie
- les defens : champs ou bois communaux soumis à autorisation pour éviter le surpâturage ou le déboisement.
- romagas : les ronces
- la loube : en rapport avec les loups fréquents jusqu'au début du XXe siècle
- les calanques : kal/gal/kar/kra est un groupe de suffixe ligure (voire plus ancien) auquel  on  attribue  le  sens  "pierre"[24].
- collet redon : collet = colline et redon = colline...
- lafoux : la foux, forêt de hêtre (fagus)
- le jas : la bergerie
- le vallat : le ruisseau
- Fontbelle : belle fontaine, belle source
- la cadenière : cade, genévrier
- le brûlé : zones de défrichement gagnée sur la forêt (souvent au Moyen Âge)
- pierrefiche : pierre levée, menhir
- coudouroux : peut être de l'ancien provençal codol: caillou[25], ou  origine étymologique grecque proche du mot latin cataracta (chute d'eau, écluse, barrage), comme pour Cadarache, peu probable.

## Histoire

### Moyen Âge
C'est à Meyrargues qu'est signé, le 29 juin 1220, un accord entre Guillaume de Sabran et Raymond Bérenger IV de Provence, au sujet du comté de Forcalquier qu'ils se disputaient. Le sud du comté de Forcalquier est attribué à Guillaume de Sabran, de la Durance à Forcalquier non-incluse ; le nord jusqu'au Buëch allant à Raimond Bérenger. Avignon et L'Isle restaient indivis. Quelques communautés du sud (Montjustin, Grambois et Beaumont) restèrent à Raimond Bérenger, contre Peyruis, Châteauneuf et Château-Arnoux, au nord, qui allèrent à Guillaume de Sabran.
Un bac permettant de traverser la Durance est attesté en 1274. Il fusionne avec celui de Pertuis au XVe siècle.

### Révolution française
Peu avant la Révolution française, l’agitation monte. Outre les problèmes fiscaux présents depuis plusieurs années, la récolte de 1788 avait été mauvaise et l’hiver 1788-1789 très froid. L’élection des États généraux de 1789 avait été préparée par celles des États de Provence de 1788 et de janvier 1789, ce qui avait contribué à faire ressortir les oppositions politiques de classe et à provoquer une certaine agitation. C’est au moment de la rédaction des cahiers de doléances, fin mars, qu’une vague insurrectionnelle secoue la Provence. Une émeute se produit à Meyrargues le 29 mars, le soir même de l’élection des députés aux États généraux. Des poursuites judiciaires sont diligentées, mais les condamnations ne sont pas exécutées, la prise de la Bastille comme les troubles de la Grande peur provoquant, par mesure d’apaisement, une amnistie début août.

## Politique et administration

### Listes des maires
De 1789 à 1799, les agents municipaux (maires) sont élus au suffrage direct pour deux ans et rééligibles, par les citoyens actifs de la commune, contribuables payant une contribution au moins égale à trois journées de travail dans la commune. Sont éligibles ceux qui paient un impôt au moins équivalent à dix journées de travail.
De 1799 à 1848, La constitution du 22 frimaire an VIII (13 décembre 1799) revient sur l’élection du maire, les maires sont nommés par le préfet pour les communes de moins de 5 000 habitants. La Restauration instaure la nomination des maires et des conseillers municipaux. Après 1831, les maires sont nommés (par le roi pour les communes de plus de 3 000 habitants, par le préfet pour les plus petites), mais les conseillers municipaux sont élus pour six ans.
Du 3 juillet 1848 à 1851, les maires sont élus par le conseil municipal pour les communes de moins de 6 000 habitants.
De 1851 à 1871, les maires sont nommés par le préfet, pour les communes de moins de 3 000 habitants et pour 5 ans à partir de 1855.
Depuis 1871, les maires sont élus par le conseil municipal à la suite de son élection au suffrage universel.

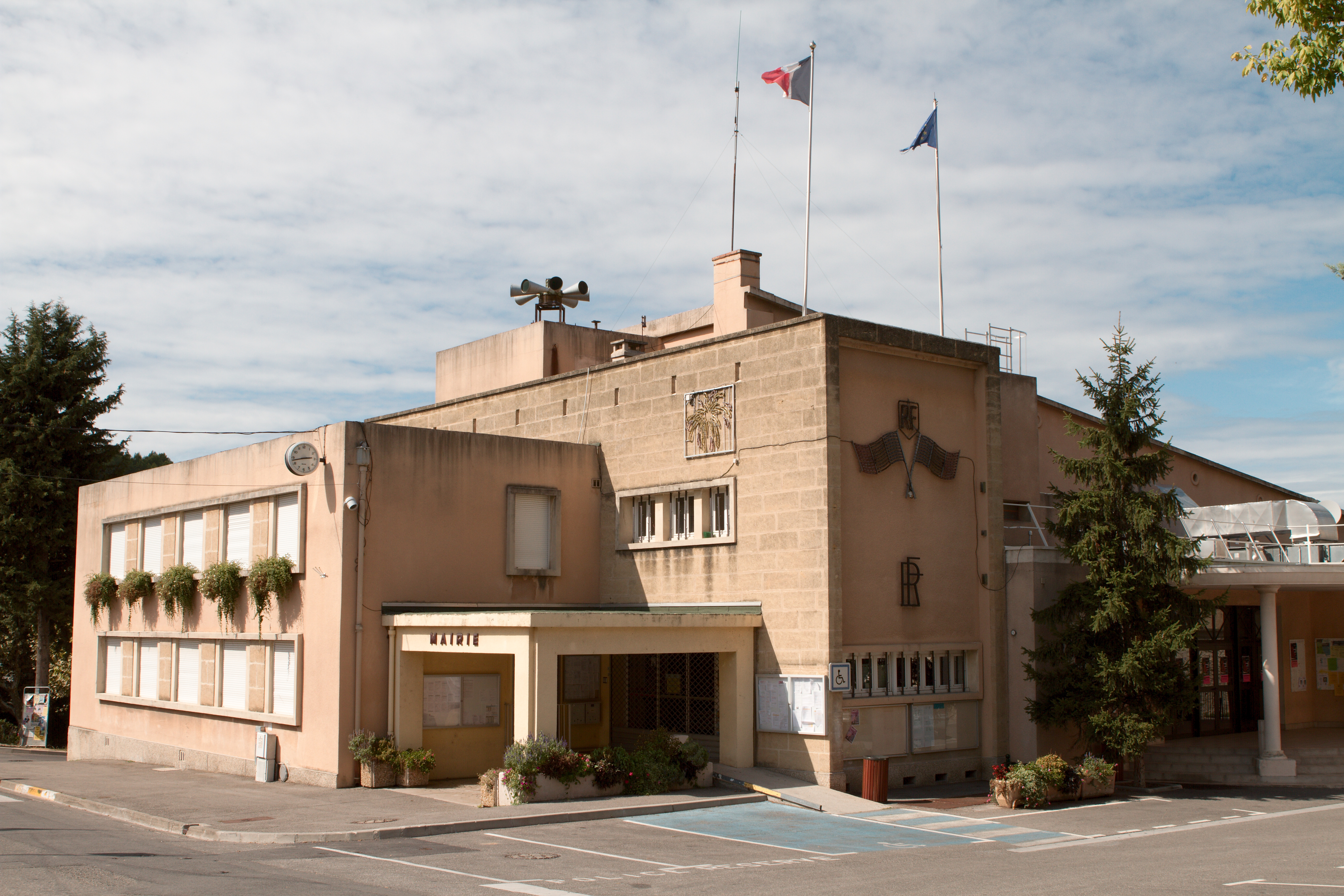
Mairie.

| Période      | Période      | Identité           | Étiquette | Qualité                                                               |
| ------------ | ------------ | ------------------ | --------- | --------------------------------------------------------------------- |
| 1939         | 1945         | Hubert Giraud      | SFIO      | Concierge-vaguemestre                                                 |
| 1977         | mars 2001    | Marceau Poussardin |           |                                                                       |
| mars 2001    | mars 2008    | Raymond Brun       |           |                                                                       |
| mars 2008    | octobre 2017 | Mireille Jouve     | PR        | Professeure des écoles Sénatrice RDSE (2014-2020)                     |
| octobre 2017 | En cours     | Fabrice Poussardin | DVD       | Pharmacien élection à la suite de la loi sur le non-cumul des mandats |

### Fiscalité
| Taxe                                                | part communale | Part intercommunale | Part départementale | Part régionale |
| --------------------------------------------------- | -------------- | ------------------- | ------------------- | -------------- |
| Taxe d'habitation (TH)                              | 10,85 %        | 0,00 %              | 9,19 %              | 0,00 %         |
| Taxe foncière sur les propriétés bâties (TFPB)      | 16,32 %        | 0,00 %              | 10,85 %             | 2,36 %         |
| Taxe foncière sur les propriétés non bâties (TFPNB) | 50,02 %        | 0,00 %              | 9,80 %              | 8,85 %         |
| Taxe professionnelle (TP)                           | 0,00 %         | 19,00 %             | 7,08 %              | 3,84 %         |

La part régionale de la taxe d'habitation n'est pas applicable.
La taxe professionnelle est remplacée en 2010 par la cotisation foncière des entreprises (CFE) portant sur la valeur locative des biens immobiliers et par la contribution sur la valeur ajoutée des entreprises (CVAE) (les deux formant la contribution économique territoriale (CET) qui est un impôt local instauré par la loi de finances pour 2010).

## Population et société

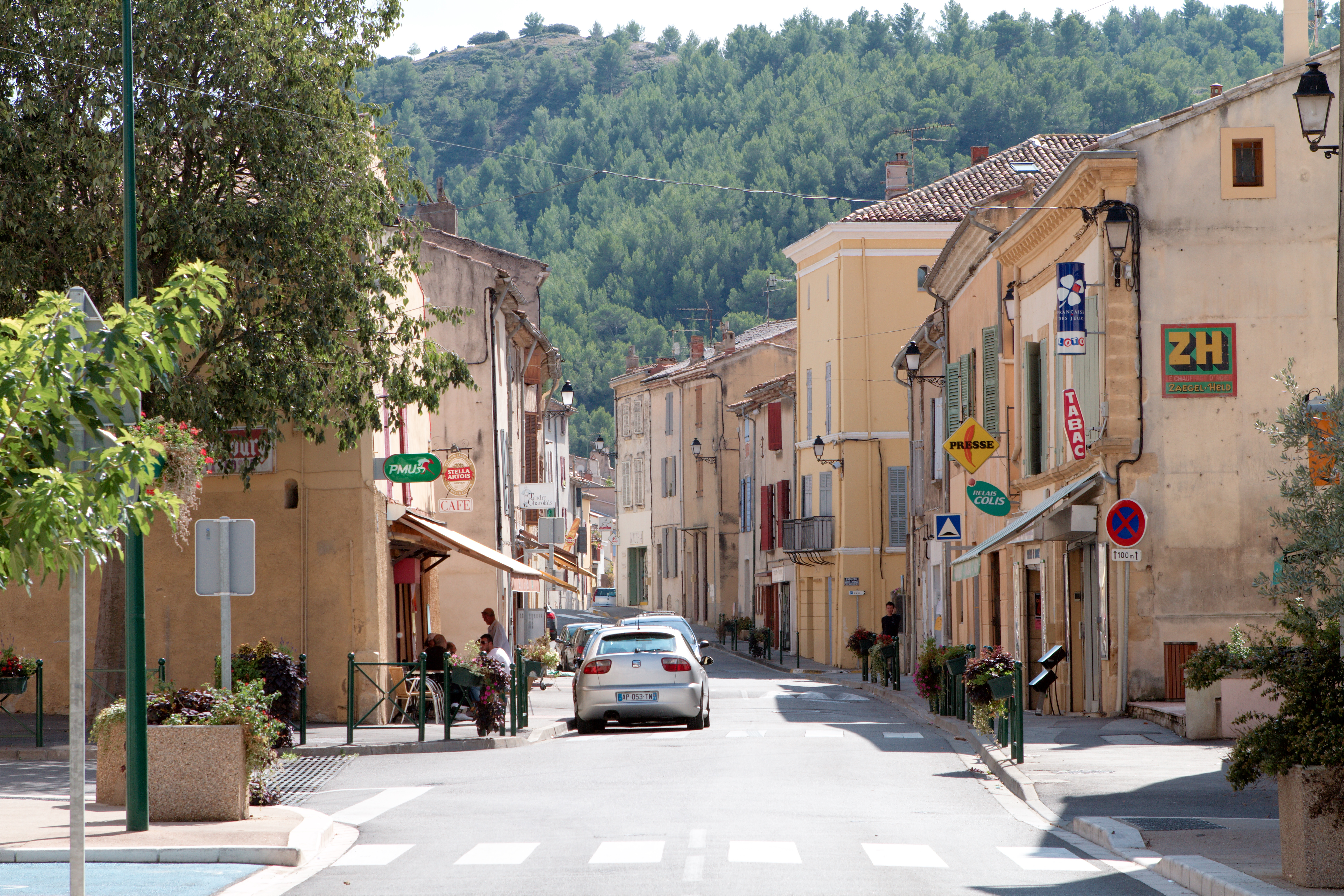
La rue principale.

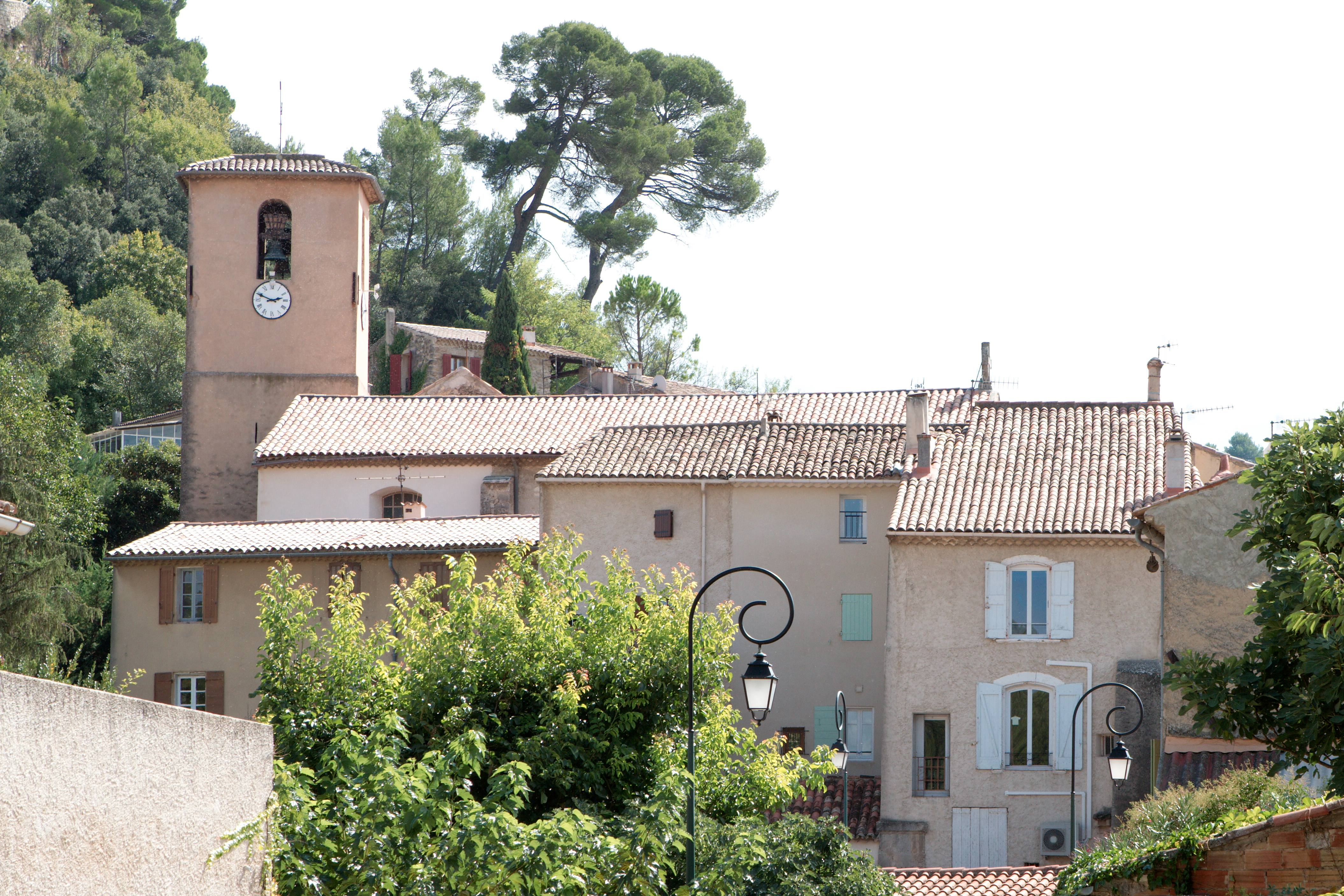

### Démographie
L'évolution du nombre d'habitants est connue à travers les recensements de la population effectués dans la commune depuis 1793. Pour les communes de moins de 10 000 habitants, une enquête de recensement portant sur toute la population est réalisée tous les cinq ans, les populations de référence des années intermédiaires étant quant à elles estimées par interpolation ou extrapolation. Pour la commune, le premier recensement exhaustif entrant dans le cadre du nouveau dispositif a été réalisé en 2006.

En 2022, la commune comptait 3 818 habitants, en évolution de +1,79 % par rapport à 2016 (Bouches-du-Rhône : +2,48 %, France hors Mayotte : +2,11 %).
| 1793 | 1800 | 1806 | 1821 | 1831  | 1836  | 1841  | 1846  | 1851  |
| ---- | ---- | ---- | ---- | ----- | ----- | ----- | ----- | ----- |
| 892  | 829  | 929  | 962  | 1 009 | 1 030 | 1 035 | 1 125 | 1 098 |

| 1856  | 1861  | 1866  | 1872  | 1876  | 1881 | 1886 | 1891 | 1896  |
| ----- | ----- | ----- | ----- | ----- | ---- | ---- | ---- | ----- |
| 1 020 | 1 143 | 1 354 | 1 296 | 1 117 | 967  | 880  | 939  | 1 005 |

| 1901  | 1906 | 1911 | 1921 | 1926 | 1931 | 1936 | 1946 | 1954  |
| ----- | ---- | ---- | ---- | ---- | ---- | ---- | ---- | ----- |
| 1 021 | 953  | 853  | 772  | 826  | 879  | 810  | 935  | 1 020 |

| 1962  | 1968  | 1975  | 1982  | 1990  | 1999  | 2006  | 2011  | 2016  |
| ----- | ----- | ----- | ----- | ----- | ----- | ----- | ----- | ----- |
| 1 525 | 2 196 | 2 222 | 2 406 | 2 814 | 3 284 | 3 400 | 3 625 | 3 751 |

| 2021  | 2022  | - | - | - | - | - | - | - |
| ----- | ----- | - | - | - | - | - | - | - |
| 3 830 | 3 818 | - | - | - | - | - | - | - |

### Enseignement
La commune comporte une école maternelle publique "Jòusè-d'Arbaud", ainsi qu'une école élémentaire publique  "Jules-Ferry".

### Sports
Club de foot :
ASM-Avenir Sportif Meyrarguais

## Économie

### Entreprises et commerces

#### Agriculture
- Miel
- Vin du château de Vauclaire (coteaux d'Aix AOC)

#### Commerces
- Fabrique de santons

## Culture et patrimoine

### Lieux et monuments

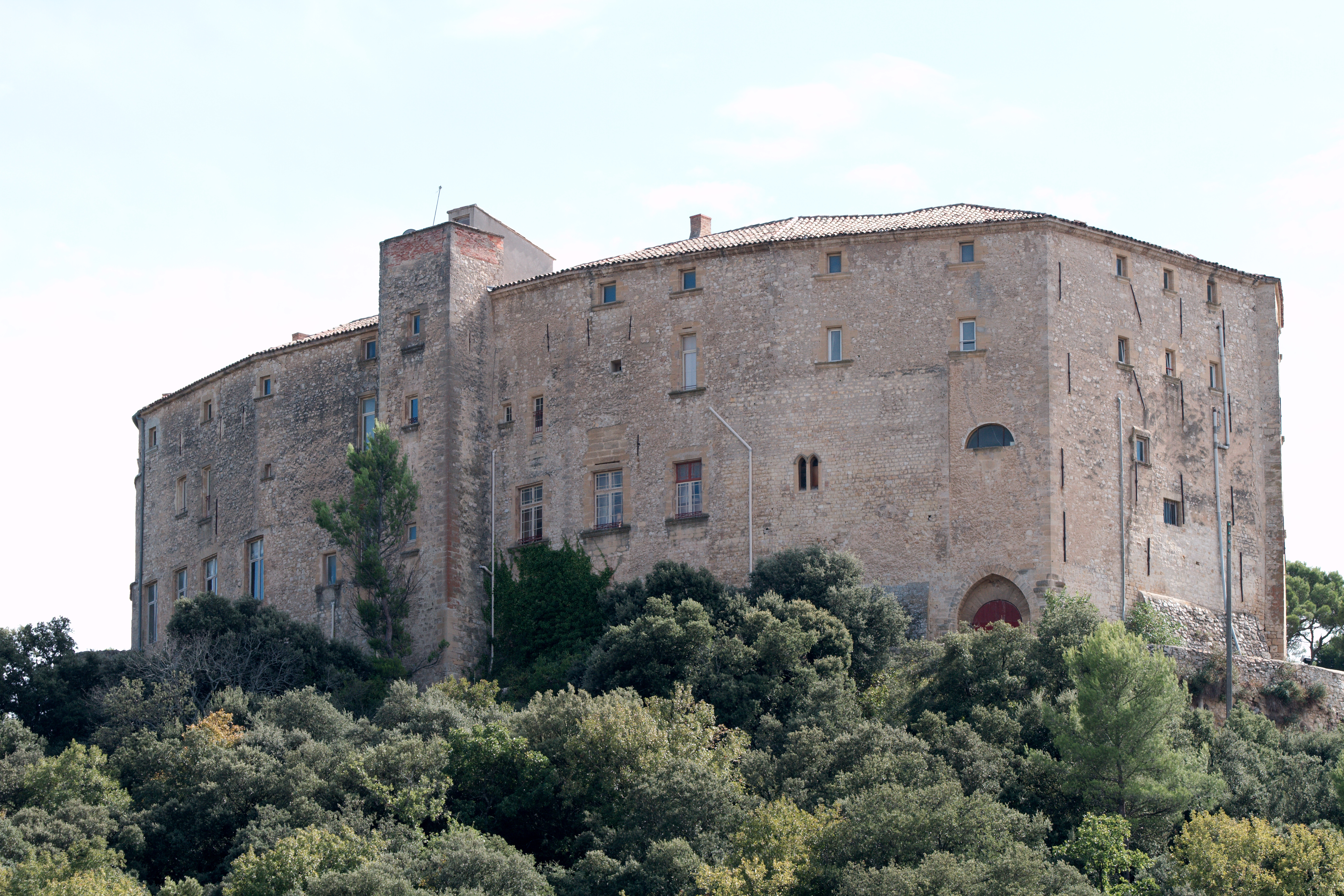
Le château.

- Le château de Meyrargues, dont les fondations remontent au IXe ou Xe siècle, a été réaménagé au XVIIe par la famille d'Albertas, dont il a gardé le nom. Il a d'abord été transformé en hôtel 4 étoiles. Il est aujourd'hui découpé en appartements (livrés en 2018) sous le contrôle des architectes des bâtiments de France et le conservateur des Monuments Historiques. Le parc a été vendu à la commune de Meyrargues. Il figure, avec son parc, à l'inventaire des sites depuis le 10 avril 1952.

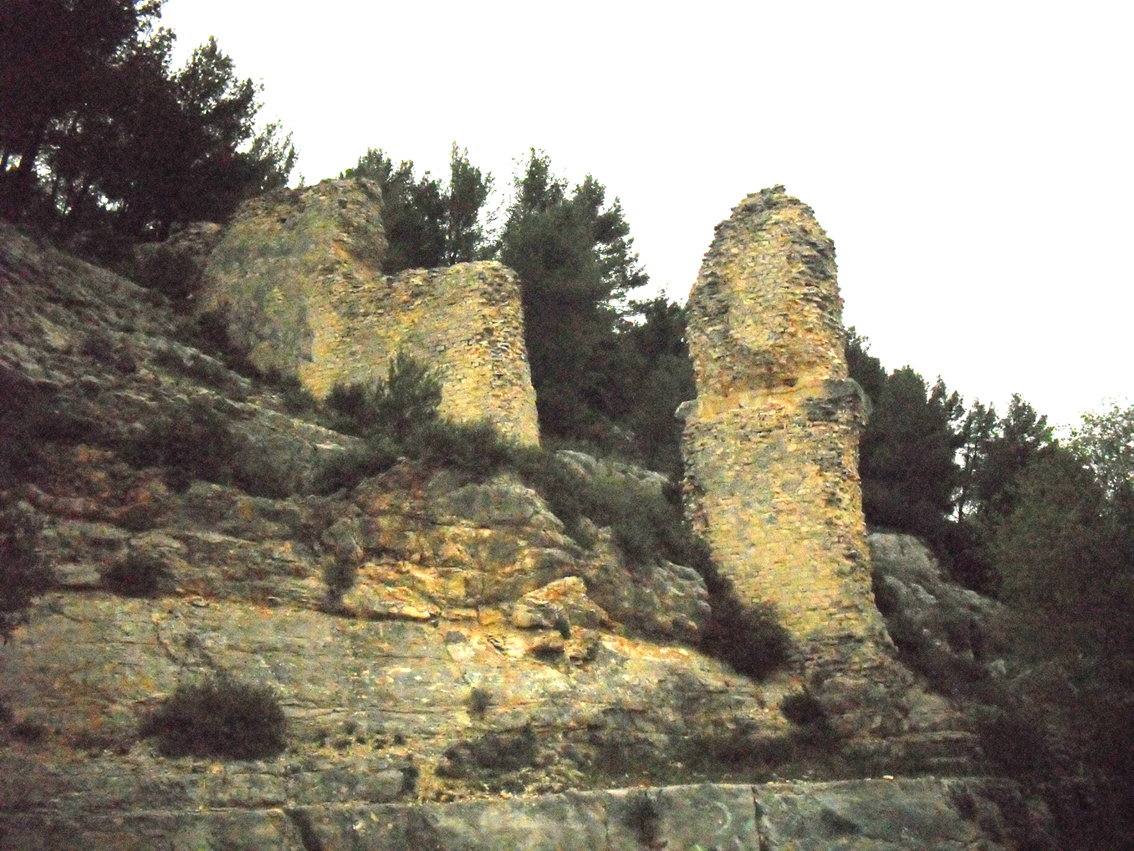
Vestiges de l'aqueduc de la Traconnade.

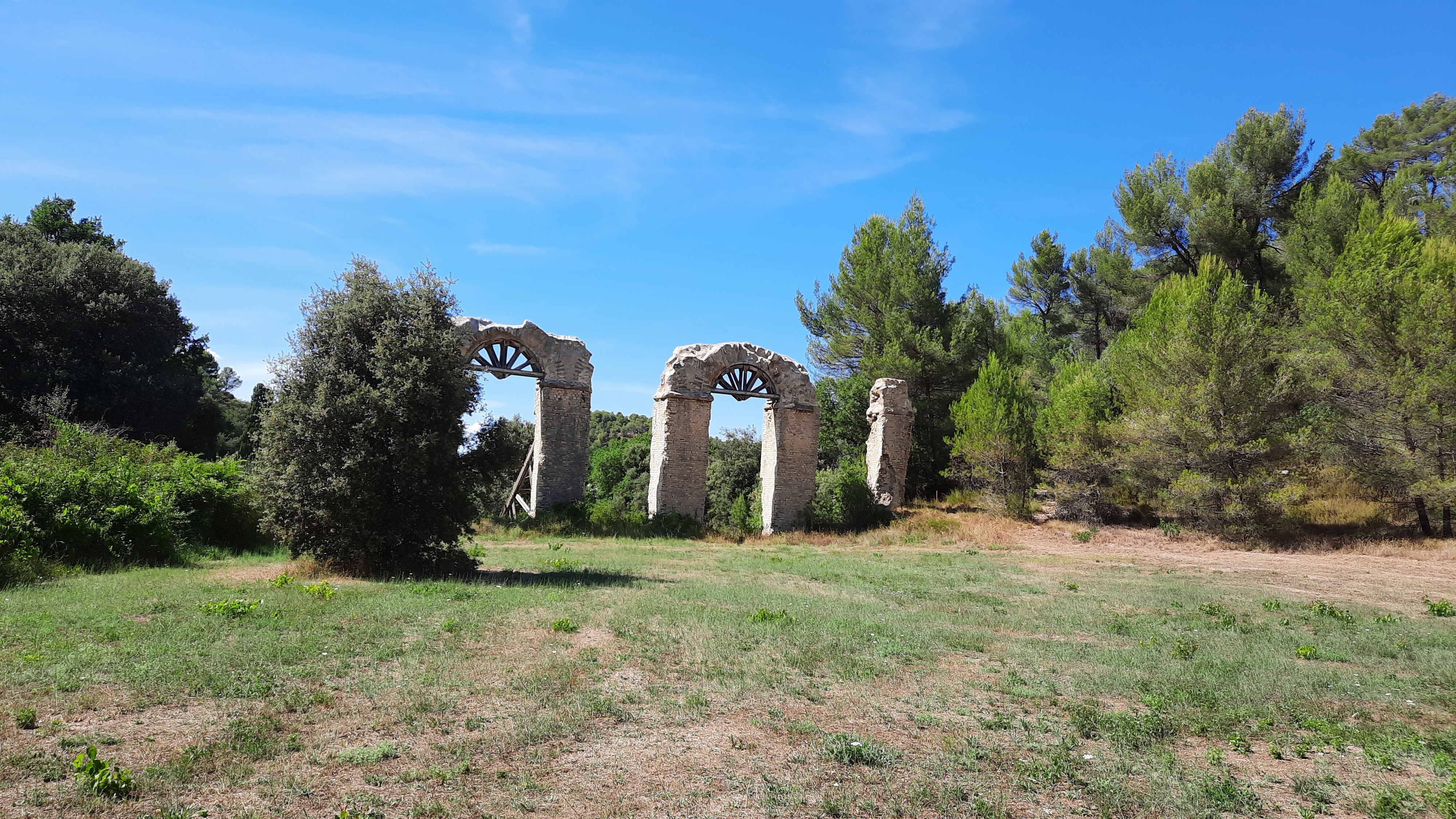
Vestiges de l'aqueduc romain de la Traconnade.

- Les ruines romaines, par endroits à ciel ouvert ou souterraines, de l'aqueduc de la Traconnade, qui desservait autrefois la ville d'Aquae Sextiae (Aix-en-Provence) (classé monument historique le 7 novembre 1922).
- La chapelle La Mère de Dieu, près du château.
- La chapelle Saint-Sébastien, à l'entrée nord du village.
- L'église Saint-André (1737) a subi d'importantes modifications en 1822.
- Le tableau de Mazzocchi, donné par Napoléon III, représentant la Vierge et sainte Catherine de Sienne.
- L'ancien canal du Verdon.

### Jumelages
Meyrargues est jumelée à la ville de Jimramov (République tchèque).

### Manifestations culturelles et festivités
- Carnaval organisé par l'association Les fripouilles et la municipalité en mars
- Kermesse des fripouilles le 8 juin (association des assistantes maternelles : lesfripou.com).
- Foire à la brocante (du 1er au 3 juin) (organisée par l'association Arts, foires et loisirs)
- Fête de la musique
- 14 juillet (bal et fête foraine)
- Fête votive de la Saint-Louis (deuxième quinzaine d'août)
- Vides greniers

### Loisirs
- Randonnées pédestres
- Escalade
- VTT dans la colline
- Tennis
- Centre équestre
- Pêche
- Boulodrome / Salle des sports
- Médiathèque
- Basket-ball
- Football
- Zumba (dance)
- Boxe Muay Thaï
- Parc

### Personnalités liées à la commune
- Aliénor de Comminges (1329-1402), fille de Bernard VIII, comte de Comminges et de Mathé de l’Isle-Jourdain. Elle était vicomtesse de Turenne, dame de Meyrargues, épouse de Guillaume III Roger de Beaufort, neveu de Clément VI et frère de Grégoire XI, mère de Raymond VIII de Turenne.
- Joseph d'Arbaud, poète, manadier, né le 6 octobre 1874 à Meyrargues. Fils de Philippe, François, Marius d'Arbaud, propriétaire, et de Marie-Louise Martin, fille de Valère Martin, félibre de Cavaillon. Une rue du village porte son nom.
- Alain Soucasse, artiste peintre, dessinateur et graveur[38].

### Héraldique
| Armes de Meyrargues | Les armes peuvent se blasonner ainsi : Parti : au 1er d'azur au lévrier rampant d'argent, au 2e de gueules à l'étoile de huit rais d'argent, le tout sommé d'un chef d'argent chargé de trois tourteaux de sable. |